# グランドバラエティーショー
『グランドバラエティーショー』（グランドバラエティーショー）は、1964年8月28日から1966年6月30日まで、日本テレビ系列局でお昼の時間帯に放送されていた、日本テレビ製作の音楽バラエティ番組である。

## 概要
以下の文は、読売新聞 1964年8月28日付朝刊11ページ 及び同年9月1日付朝刊11ページ(読売新聞「ヨミダス歴史館」にて閲覧)、更に朝日新聞1964年9月3日付東京版朝刊7ページ(朝日新聞クロスサーチにて閲覧)の各テレビ欄の当番組紹介記事に、この番組の紹介や主旨、レギュラー出演者等が記載されていたので、それらを中心に記載したものである。
1964年7月に、日本テレビが多摩丘陵・よみうりランド内に作った「日本テレビスタジオ」(生田スタジオ)が完成。その第1スタジオが、1,000人収容の「カラー公開スタジオ『NTVスタジオ』」であり、そこからの公開録画放送で、歌・コント・踊り・曲芸を織り交ぜたバラエティ番組である。
初回の8月28日は、その『NTVスタジオ』完成記念の特別番組の1つとして、80分の単発で放送され、その次の翌月9月1日からは、平日の火～金曜日のお昼の30分のレギュラーとして、日本テレビの平日14時台の映画番組の時間の終了後に放送していた。その為、番組の開始時間は不定期である(大体、15:30～16:00の間に開始していた)。
渡辺弘とスターダスターズの演奏に、当時の往年のジャズ・メンの2世達4人で編成した「フォー・スターレット」、そして、この番組の為に編成された16人の少女ダンシング・チーム「スター・ダスト・ガールズ」がレギュラー出演し、毎回ゲストを呼んでお送りする公開番組である。レギュラー時のゲスト構成は、歌謡界のトップスター1人、新人歌手1人、曲芸1チーム、小学校のPTAコーラス1団体となっている。
ちなみに、レギュラー放送についての収録は、毎週土・日に、各日2日分で、1週間の4回分の収録が行われていた。

## 放送日時及び時間
- NTVスタジオ完成記念特番(80分)
  - 1964年8月28日 15:25 - 16:45[2][3]
- レギュラー放送(30分)
  - 1964年9月1日[3][4] - 1966年6月30日[6] 火-金 14時台開始の映画番組[注 1]の終了後(大体、15:30～16:00が多い)に開始。[1][9]
  - 但し、大相撲本場所やプロ野球の中継等で、番組が中止になる日もあった。[11][8][9]

## 出演者

### レギュラー
- 司会：青空千夜・一夜、桜京美、宇井美智子[12]
- 演奏：渡辺弘とスターダスターズ[7][12]
- フォー・スターレット[7][12]
- 踊り：スター・ダスト・ガールズ[7][12]

### ゲスト
- NTVスタジオ完成記念特番(1964年8月28日)
  - 三橋美智也[2][3]
  - 村田英雄[2]
  - 島倉千代子[5]
  - 畠山みどり[3]
  - 榎本美佐江[3]

ほか
- レギュラー放送(1964年9月1日 - 1966年6月30日)
  - 島倉千代子[3][4]
  - 水島正和[4]
  - コロムビアローズ[13]
  - 諸橋元太郎[13]

ほか

## ネット局
- 日本テレビ(制作局)
- 読売テレビ[1][注 2][14][6]
- 信越放送テレビ(1964年10月1日のみ。同局のカラー本放送記念番組の1つとして、特別にネット)[注 3][15][14]